# Digawana
Digawana – wieś w Botswanie w dystrykcie Southern. Według spisu ludności z 2011 roku wieś liczyła 3296 mieszkańców.